# Verkiezingen voor het Europees Parlement 2009/Kandidatenlijst/FN
Dit is de kandidatenlijst van het Belgische Front National voor de Europese verkiezingen van 2009.

## Effectieven
1. Jean-Pierre Borbouse
2. Jeannine Sessler
3. Patrick Sessler
4. Anne Oussatoff
5. Quentin de Launois
6. Brigitte Beudot
7. Philippe Duquenne
8. Florence Matagne

## Opvolgers
1. Patrick Sessler
2. Anne Oussatoff
3. Philippe Duquenne
4. Brigitte Beudot
5. Patrick Lefevre
6. Jeannine Sessler